# Papstwahl 1086
Die Papstwahl 1086 fand am 24. Mai 1086 statt und endete mit der Wahl von Desiderius, Abt von Monte Cassino, der den Papstnamen Viktor III. annahm. Er wurde damit der Nachfolger von Gregor VII. nach einer langen Zeit der Sedisvakanz.

## Tod von Gregor VII.
Papst Gregor VII. starb am 25. Mai 1085 in Salerno. Vor seinem Tod empfahl er drei Kanoniker als mögliche Nachfolger: Es waren Odo von Châtillon, der Kardinalbischof von Ostia, Bischof Anselm II. von Lucca und Erzbischof Hugo von Lyon. Rom war damals unter Kontrolle von Gegenpapst Clemens III., welcher von Kaiser Heinrich IV. unterstützt wurde. Es dauerte also fast ein Jahr, bis die Wahl eines Nachfolgers von Gregor VII. begann.

## Wähler
Im Papstwahldekret von 1059 wurden Grundsätze der Papstwahl geändert. Nur noch die Kardinalbischöfe durften den Papst wählen. Von den Kardinalpriestern wurde die Bulle angezweifelt. Der Streit darüber wurde dadurch verstärkt, dass Papst Gregor VII. die Kardinalbischöfe bevorzugte. Nachdem Gegenpapst Clemens III. Rom in Besitz genommen hatte, musste Gregor VII. ins Exil.

### Kardinalbischöfe
1086 waren sechs Kardinalbischöfe Anhänger von Gregor VII.
- Ubaldus (1063), Kardinalbischof von Sabina
- Peter Igneus OSBVall (1072), Kardinalbischof von Albano
- Giovanni Minuto (1073), Kardinalbischof von Tusculum (Von 1066 bis 1073 war er Kardinalpriester von Santa Maria in Trastevere)
- Otho de Lagery OSBClun (1078), Kardinalbischof von Ostia
- Bruno von Segni (1079), Kardinalbischof von Segni
- Johannes (1085), Kardinalbischof von Porto

### Kardinalpriester
Es wird vermutet, dass zehn Kardinalpriester Anhänger von Gregor VII. waren und an der Wahl teilnahmen.
- Desiderius (1059), Kardinalpriester von Santa Cecilia, Abt von Monte Cassino, Vikar von Süditalien
- Benedetto Cao (1073), Kardinalpriester von Santa Prassede
- Deusdedit (1078), Kardinalpriester von San Pietro in Vincoli
- Rainerius (1078), Kardinalpriester von San Clemente, Abt von Sankt Laurentius vor den Mauern
- Richardus (1078), Kardinalpriester und Abt von St. Victor, Marseille
- Arimanno da Gavardo (1080), Kardinalpriester von Santi Quattro Coronati
- Benedikt (1080), Kardinalpriester von Santa Pudenziana
- Romanus (1082), Kardinalpriester von Santa Susanna
- Bonussenior (1082), Kardinalpriester von Santa Maria in Trastevere
- Petrus Atenulfi (1085), Kardinalpriester und Abt von Chiesa di San Benedetto in Salerno

Von den Diakonen der römischen Kirche nahm keiner an der Wahl teil. Erst 1088 schlossen sich die Diakone des Palastes dem Kollegium als Kardinaldiakone an.

## Wahl von Viktor III.
Nach dem Tod von Gregor VII. vertrieb das Volk von Rom Gegenpapst Clemens III., und die Anhänger von Gregor kehrten zurück. Im Mai 1086 kamen die Kardinäle von Gregor VII. mit normannischen Truppen nach Rom zurück. Am 24. Mai 1086 versammelt sich die Kardinäle in Santa Lucia in Septisolio und wählten Desiderius, den Abt von Montecassino und Kardinalpriester von Santa Cecilia, zum Papst. Er gehörte nicht zu den von seinen Vorgänger vorgeschlagenen Kandidaten und lehnte die Wahl ab. Consul Cencius schlug den Kardinalbischof von Ostia, Otho de Lagery, vor. Dessen Wahl wiederum wurde aber von einem der Kardinälen abgelehnt, da es nach altem Kirchenrecht nicht erlaubt war, den Bischofsstuhl zu wechsel. So wurde Desiderius gezwungen, die Wahl anzunehmen. Vier Tage später mussten die Kardinäle vor dem kaiserlichen Präfekten, einem Anhänger des Gegenpapstes, von Rom nach Terracina fliehen. Terracina verließ Desiderius ohne die päpstlichen Insignien in Richtung Montecassino, wo er sich weitere zehn Monate weigerte, seine Wahl anzunehmen. Erst im März 1087 nahm er auf der Synode von Capua die Wahl letztlich an. Kurz darauf vertrieben die Normannen den Gegenpapst erneut aus Rom. Am 9. Mai 1087 wurde Viktor III. im Petersdom von Otho de Lagery zum Bischof geweiht und gekrönt.